# Souterrain von Drumad
Das Souterrain von Drumad liegt im Drumad Forest in der Nähe der N1 im County Louth in Irland. Das Townland Drumad (irisch Droim Fhada) liegt an der Grenze zu Nordirland. 
Das (stone-built) Souterrain von Drumad besteht aus einem etwa 19,0 m langen Gang aus Trockenmauerwerk, der etwa 1,3 m breit und bis zu 1,7 m hoch ist. Er biegt sich sanft von Nordosten nach Westen. Etwa 2,0 m vor dem Ende ist der Gang leicht eingeschnürt und dreht sich stark Südwesten, wobei die Höhe abnimmt. Dies könnte auf den Bau der Forststraße zurückzuführen sein. Es ist möglich, dass der Souterrain ursprünglich länger war. Etwa 5,0 m vom Eingang läuft ein Seitengang nach Norden. Der Zugang zu diesem Gang ist etwa 70 cm breit, 1,1 m hoch und 70 cm lang. Die Passage ist ca. 3,8 m lang, 2,1 m breit und 1,5 m hoch. Es gibt einen Sturz am Zugang zum Souterrain.
Souterrains sind im County Louth häufiger anzutreffen, insbesondere die von Donaghmore und Stickillin aus dem späten 13. Jahrhundert sind sehenswert.
Arbeiten im Zusammenhang mit dem Ausbau der N1 können bedeuten, dass das Souterrain möglicherweise nicht mehr existiert. Auch das Stickillin Souterrain ist nicht mehr zugänglich (verfüllt).